# Titanoeca praefica
Titanoeca praefica är en spindelart som först beskrevs av Simon 1870.  Titanoeca praefica ingår i släktet Titanoeca och familjen stenspindlar. Inga underarter finns listade i Catalogue of Life.